# 苗老集镇
苗老集镇，是中华人民共和国安徽省阜阳市太和县下辖的一个乡镇级行政单位。

## 行政区划
苗老集镇下辖以下地区：
苗集村、淝西村、沟北村、集西村、集南村、新合村、南杨村、王营村、长春村和谷堆村。